# 放大鏡 (Windows)
放大鏡是內建於Microsoft Windows作業系統中一個給有視覺障礙的人士所使用的的放大工具。開啟放大鏡後，螢幕的上方會出現一個長方形列，它會顯示滑鼠所在的位置之放大畫面。預設值下，畫面會隨滑鼠的移動而改變。放大鏡最早是出現於Windows 95協助工具的SDK中，直到Windows 98，它才正式納入作業系統的基本元件。在Windows Vista之前的作業系統中，放大鏡最高放大率為原本畫面的9倍；Windows Vista及其後版本則可放大達16倍。
Windows Vista中，放大鏡使用了WPF，並轉為使用向量圖形來呈現放大後的畫面。這樣的結果，使放大後的畫面比較銳利，而比較不會有失真的現象。但是，這個功能只有在支援Windows Presentation Foundation（WPF）的應用程式中才看得出來，其它非WPF的應用程式則仍然是使用傳統方式放大。另外，因為WPF 3.5 SP1的改變，造成如果使用者同時安裝了.NET Framework 3.5 SP1的話，這個功能就不再能夠使用。
一個加強功能版本的放大鏡被內建在Windows 7中，它支援了全螢幕的放大功能，並能夠放大至原本螢幕的1600%。但是，隨著Windows 7的Beta版本推出，該程式也受到了批評：它對於全螢幕放大之高對比色彩相容性不高。另外，Windows 7的放大鏡也有一個新功能：能夠使用+或-兩個按鍵來直接控制縮放比例，而不需開啟程式後再加以調整。

## 外部連結
- （英文）Accessibility in Windows Vista （页面存档备份，存于）